# Elliptotellina urinatoria
Elliptotellina urinatoria är en musselart som först beskrevs av Suter 1911.  Elliptotellina urinatoria ingår i släktet Elliptotellina och familjen Tellinidae. Inga underarter finns listade i Catalogue of Life.